# 10K Projects
TenThousand Projects, LLC, que opera como 10K Projects, es un sello discográfico independiente estadounidense fundado en 2016. La distribución está a cargo de Virgin Music, una división de Universal Music Group.

## Historia
10K Projects fue fundado por Elliot Grainge en 2016. Elliot Grainge es hijo de Lucian Grainge, presidente y director ejecutivo de Universal Music Group. Hasta 2023, la distribución estaba a cargo de Virgin Music, una división de Universal Music Group. Este nombre se acortó más tarde a 10K Projects
En septiembre de 2023, se anunció que 10K Projects se moverá de Universal a Warner Music Group.

## Artistas
- Trippie Redd
- Iann Dior
- Surfaces
- che
- Coin
- Peach Tree Rascals
- Poorstacy
- Salem Ilese
- SXMPRA
- Leah Kate
- Ice Spice (10K Projects/Capitol)
- Summrs
- Rich Amiri
- Basco
- jaydes
- Jeleel
- Dro Kenji
- Internet Money
- Showjoe
- Kenzo Balla
- TG Crippy
- Rot Ken
- 6ix9ine
- WizTheMc
- Kash Krabs